# Sphex latro
Sphex latro là một loài côn trùng cánh màng trong họ Sphecidae, thuộc chi Sphex. Loài này được Erichson miêu tả khoa học đầu tiên năm 1849.